# Claudio Pieri
Claudio Pieri (Pescia, 21 ottobre 1940 – Sestri Levante, 13 luglio 2018) è stato un arbitro di calcio italiano.

## Biografia
Viveva con la compagna Liliana e la figlia Valentina, suo figlio Tiziano ha fatto parte della lista degli arbitri internazionali FIFA.

## Carriera
Appartenente alla sezione Associazione Italiana Arbitri (AIA) di Genova, approda in serie A nel 1975 dirigendo Inter-Roma del 18 maggio 1975, terminata 0-2 per i romani, riuscendo ben presto ad imporsi come grande direttore di gara e come apprezzato dirigente arbitrale, scopritore e istruttore di talentuose "giacchette nere" del futuro. Negli ultimi anni ha fatto parte della sezione AIA di Chiavari.
Nominato arbitro internazionale nel 1983, si aggiudica il prestigioso Premio Giovanni Mauro nello stesso anno. Nel 1985 diresse due partite della prima edizione dei Mondiali Under 16 FIFA, in Cina: Argentina-Germania Ovest 1-1, e il quarto di finale Australia-Guinea, vinto dagli africani ai tiri di rigore. Vanta nel suo palmarès: la direzione nella finale di andata della Coppa Italia 1981 Roma-Torino; la designazione per alcune "classiche" del campionato italiano come due Juventus-Inter, un derby di Milano, tre Juventus-Milan, una Juventus-Roma, due Inter-Roma, due Milan-Roma, un derby della Mole e la sfida-scudetto della stagione 1986-1987 tra Juventus e Napoli.
La sua attività sui campi si è conclusa nel 1987 con la dismissione per motivi disciplinari: venne infatti squalificato dalla Commissione Disciplinare AIA per aver ricevuto assegni provenienti dalla dirigenza del Palermo, in realtà come finanziamento alla sua campagna elettorale con la DC, ma non segnalati per tempo ai propri organi tecnici.
Conclusa la carriera con un bilancio di 137 presenze in Serie A, si mette subito a disposizione dell'AIA come dirigente, e per quasi dieci anni (dal 1990 al 1999) ricoprirà il vertice del C.R.A. Liguria, contribuendo alla formazione di nuove leve come il figlio Tiziano Pieri, Andrea De Marco e Mauro Bergonzi. Dal 1999 al 2001 è inquadrato come vicecommissario della C.A.N. D.
Nel 2001 diventa designatore degli arbitri di serie D, fino al 2005 quando viene promosso a capo della C.A.N. C. Nel 2006, però, dopo solo una stagione di lavoro, il nuovo Commissario Straordinario dell'AIA, Luigi Agnolin, decide di rimuoverlo dall'incarico, sostituendolo con Robert Boggi. Per la stagione 2009-2010 viene coinvolto per la Liguria nell'ambito del progetto "Talent e Mentor", finalizzato alla formazione accurata di giovani leve arbitrali.